# Roullours
Roullours (Ausspracheⓘ) ist eine ehemalige französische Gemeinde mit 853 Einwohnern (Stand 1. Januar 2022), den Roullotins, im Département Calvados in der Region Normandie.
Am 1. Januar 2016 wurde Roullours im Zuge einer Gebietsreform zusammen mit sieben benachbarten Gemeinden als Ortsteil in die neue Gemeinde Vire Normandie eingegliedert.

## Geografie
Roullours liegt nur vier Kilometer südöstlich von Vire, grenzt aber nur minimal an dessen Gebiet. Das im Département Orne gelegene Flers befindet sich 25 Kilometer südöstlich, Caen knapp 60 Kilometer nordöstlich des Ortes. Der Fluss Vire berührt das Ortsgebiet im Westen.

## Bevölkerungsentwicklung
| Jahr                             | 1793 | 1836 | 1876 | 1926 | 1946 | 1968 | 1990 | 2013 |
| Einwohner                        | 738  | 952  | 797  | 584  | 635  | 502  | 674  | 930  |
| Quelle: Cassini, EHESS und INSEE |      |      |      |      |      |      |      |      |

## Sehenswürdigkeiten
- Kirche Saint-Martin aus dem 17. Jahrhundert